# Brignole metróállomás
Brignole egy metróállomás Olaszországban, Genova városában a Genovai metró 1-es vonalán, a Stazione di Genova Brignole vasútállomás közelében.

## Nevezetességek a közelben
| Név                         | Típus        | Koordináta                                             | Kép |
| --------------------------- | ------------ | ------------------------------------------------------ | --- |
| Stazione di Genova Brignole | vasútállomás | é. sz. 44,40685°, k. h. 8,94710°44.406850°N 8.947100°E |     |

## Kapcsolódó állomások
A metróállomáshoz az alábbi állomások vannak a legközelebb:
- De Ferrari (Brin, Genoa Metro)